# Časové pásmo
Časové pásmo je ta část Země, která používá stejný standardní čas. Původně používali lidé sluneční čas, který má ovšem tu nevýhodu, že se liší od místa k místu. S rozvojem dopravy a komunikace byla tato nevýhoda stále výraznější, takže se postupem času přešlo na pásmové časy, kdy celá oblast Země, zhruba 15° kolem daného poledníku, používá stejný čas, který je určen svým posunem od UTC (tj. od času na nultém poledníku), koordinovaného světového času (většinou je posun určen celým počtem hodin, jsou však i výjimky). Pásmový čas odvozovaný od greenwichského času byl dohodnut 25 státy na světové konferenci roku 1884, další státy k němu přistupovaly později, v Rakousko-Uhersku a Německu byl pro železnice, pošty a telegrafní služby zaveden středoevropský čas v roce 1891. Jediným státem, který časová pásma ignoruje, je Čína.

## Charakteristika
Základním časovým pásmem je pásmo, ve kterém platí UTC a které se rozkládá kolem nultého poledníku, původně definovaného tak, že prochází Královskou observatoří v Greenwichi v Londýně. Z toho důvodu se pásmovému času odpovídajícímu UTC někdy říká Greenwichský čas (GMT, Greenwich Mean Time).
Ostatní časová pásma jsou popsána tím, o kolik hodin se v nich platný čas liší od UTC. Např. středoevropský čas (SEČ) je označen jako UTC+1, neboť je vzhledem k UTC posunut o hodinu napřed (tzn. ve chvíli, kdy je 12.00 UTC, je ve střední Evropě 13.00). Na západní polokouli je čas oproti UTC posunut zpět (např. v New Yorku platí časové pásmo UTC−5). Na východní polokouli platí čas, který je před UTC (např. v Tokiu je časové pásmo UTC+9).
Ideální časová pásma by se navzájem lišila o celý počet hodin, takže by Zemi rozdělila na přesné pruhy široké 15°. To by však znamenalo, že státy, které leží na hranicí takových teoretických pásem, by musely používat dvě časová pásma, i když by byla jejich rozloha malá. Z praktických důvodů se proto stanovily takové hranice časových pásem, které se přizpůsobují hranicím států či jiných územních celků. Některá časová pásma pak používají čas, který se od UTC neliší o celý počet hodin, ale o půlhodiny, či dokonce čtvrthodiny.
Čas aktuálně platný na daném místě není dán pouze časovým pásmem, do kterého místo patří, ale také tím, zda se v daném místě používá letní nebo zimní čas. Skutečná odchylka místně platného času od UTC se tedy může v průběhu roku měnit.
Pokud se po přičtení časového rozdílu k UTC překročí půlnoc, změní se i datum platné na daném místě (např. pokud je pátek, 18.00 UTC, pak v pásmu UTC+8 je sobota, 02.00). Datum se mění též při překročení tzv. datové čáry, která prochází zhruba po 180. poledníku a která tvoří hranici mezi pásmy UTC+12 a UTC−12. Při překročení této čáry směrem na západ (což ovšem znamená ze západní polokoule na východní) se přechází z pásma UTC−12 do pásma UTC+12, takže platný čas se zvýší o 24 hodin, tzn. čas se nemění, ale datum se posune o jeden den vpřed. Při přechodu směrem na východ opačně.

## Historie
Až do 19. století se používal převážně místní čas pro každé místo podle jeho polohy, případně podle určeného bodu v lokálním centru, např. v blízkém městě. 
Rozdílů mezi místními časy si začali lidé všímat s rozvojem železnice a dostupností kapesních hodinek. Například ředitelství Severní dráhy císaře Ferdinanda a Státní severní dráhy v roce 1847 poučila své zaměstance o příčinách časového rozdílu při cestování ve směru rovnoběžek a o tom, že mezi krajními body státu je ve směru východ – západ rozdíl přibližně 10 stupňů, tj. časový rozdíl přibližně 40 minut.“ Při tehdejší frekvenci dopravy a přesnosti jízdních řádů, pro nějž základní časovou jednotkou byla čtvrthodina, to však ještě nehrálo podstatnou roli. 
Před zavedením telegrafu byly strojvůdcům a vlakvedoucím přiděleny uzamykatelné hodiny, na kterých čas odpovídal místnímu času výchozí stanice. Na Severní dráze císaře Ferdinanda se v počátcích provozu dosahovalo jednotného času každodenním putováním přesných hodinek z Vídně do Haliče, podle nichž si v každé stanici seřizovali ty svoje. Ředitelství Severní dráhy zamítlo žádost některých měst, aby na staničních nástupištích byly hodiny, s odůvodněním, že místní čas na staničních hodinách by mátl železniční zaměstnance. Se zavedením telegrafu v roce 1849 byl zaveden pro celou trať tzv. jednotný železniční čas. Ve zprávách z té doby se objevovaly zmínky o místním a čase a o „středním“ (též průměrném) železničním čase, což byl zpravidla místní čas velké stanice přibližně uprostřed trati. Některé železniční správy umisťovaly ve stanicích hodiny s minutovou ručičkou s dvojitým jazýčkem, z nichž jeden hrot ukazoval místní čas a druhý hrot průměrný železniční čas pro danou trať. V roce 1872 bylo železničním správám přikázáno, aby k jízdním řádům připojily tabulku, která se značkou + nebo – uváděla časové rozdíly mezi průměrným železničním časem a časem místním. 
Tato opatření však neřešila problém stanic ležících na styku více tratí, přičemž místních tratí rychle přibývalo. Proto od roku 1876 platil pro všechny železniční stanice na tratích západně od Krakova jednotný čas pražský a pro tratě na východ jednotný čas budapešťský. Přesto však například na bohumínské stanici měli i poté čtyři časové údaje: čas pražský (ve směru do Čech), budapešťský (na košicko-bohumínské dráze), berlínský (na trati do Německa) a místní. Až zavádění telegrafu, telefonu apod. si vynutilo sjednocení časového systému tak, aby časové údaje byla navzájem porovnatelné. 
Anglie a Skotsko měly od roku 1847 jednotný čas počítaný podle poledníku procházejícího observatoří v Greenwich.
V roce 1850 projednávala vídeňská akademie věd otázku zavedení jednotného času na železnicích, roku 1852 bádenský profesor Erb tento problém nadnesl ve Spolku německých železničních správ (Verein Deutscher Eisenbahnverwaltungen, VDEV).
Astronomové navrhovali, aby byl zaveden jednotný světový čas. O návrhu se jednalo na světovém kongresu v Římě v roce 1883, k dohodě však nedošlo, protože každý z účastníků prosazoval, aby světovým časem byl jeho místní čas.
V USA platilo v té době cca 75 různých časů. Na návrh W. F. Allense, sekretáře tzv. Railway Time Convention, předchůdce American Railway Association, byly od 18. listopadu 1883 dráhy v USA a Kanadě rozděleny na pět hodinových pásem po 15° zeměpisné délky, základem byl čas na 60. poledníku západně od Greenwiche (GMT+4).
V říjnu 1884 bylo na světové konferenci ve Washingtonu 25 států dohodlo, že povrch Země bude rozdělen podél poledníků po 15° zeměpisné délky na 24 hodinových pásem, kdy uvnitř každého pásma bude platit stejný pásmový čas, čas v sousedních pásmech se bude lišit o hodinu, přičemž za základní (světový) čas bude považován čas v pásmu podél greenwichského poledníku (0. poledník) a k němu se budou vztahovat všechny ostatní časy. Japonsko při té příležitosti zavedlo pásmový čas, který měl za základ 135. poledník východně od Greenwiche. Švédsko zavedlo jednotný železniční čas podle 15. poledníku i pro běžný život. Zástupci Rakousko-Uherska a Německa byli na konferenci přítomni, ale o zavedení pásmového času se v těchto státech zatím jen diskutovalo a přibývalo odpůrců z řad škol, právníků, zemědělců, astronomů, vojáků, průmyslníků a majitelů slunečních hodin, kteří poukazovali na škody, které by jim zavedení pásmového času způsobilo.
Po projednání na ředitelské konferenci drah Rakousko-Uherska a na základě dohody mezi ministry obchodu Uherska a Rakouska přednesl 6. listopadu 1890 nebo na konferenci konané v Drážďanech ve dnech 30. července až 1. srpna 1890 uherský ministr obchodu jako zástupce Maďarských královských státních drah (MÁV) svazu VDEV (Verein Deutscher Eisenbahnverwaltungen) návrh na projednání pásmového času v Evropě. Pro Evropu byla navržena tři časová pásma: západoevropské (Francie, Belgie, Holandsko, Španělsko, Portugalsko), středoevropské (střední Evropa včetně celého Rakousko-Uherska) a východoevropské. Přechod z budapešťského času na středoevropský tedy představoval posun o cca 16 minut zpět a přechod z pražského na středoevropský posun o cca 2 minuty vpřed. Návrh vyvolal mohutné ohlasy v celé Evropě. Generál Moltke v Říšském sněmu 16. března 1891 doporučil, aby byl maďarský návrh přijat všeobecně a nikoli jen pro železnici. Středoevropský čas byl označován jako jindřichohradecký podle toho, že tímto městem 15. poledník prochází. Konference VDEV přijala usnesení, že jednotný čas bude stanoven dle 15. poledníku  a začne platit od letního jízdního řádu, tedy od 1. června 1891. Konference jízdních řádů 14. a 15. ledna 1891 projednávala návrhy na pojmenování jednotného času a zvítězil návrh nazvat jej středoevropským, německy Mitteleuropäische Zeit, zkráceně M.E.Z., česky SEČ. Bylo dohodnuto také posunutí zavedení jednotného času až k datu platnosti zimního jízdního řádu, tedy k 1. říjnu 1891.
V Německu byl pásmový čas zaveden 1. června 1891.  V českých zemích a Rakousku-Uhersku byl zaveden pásmový čas pro železnici a poštovní a telegrafní službu 1. října 1891 u příležitosti zavedení nového železničního jízdního řádu. Do té doby v českých zemích platil čas pražský, podle tzv. pražského poledníku, což byl místní čas, který byl o 2 minuty a 18–19 sekund opožděný proti středoevropskému. Místní vídeňský čas (Sternwartenzeit) se posouval na středoevropský o 5 minut a 21 sekund zpět. Rozdíl nově zavedeného pásmového času oproti místnímu času byl předem oznámen veřejnosti na vývěskách a plakátech. V roce 1894 na středoevropský čas přešlo Švýcarsko. Původně železniční čas přecházel i do běžného občanského života. Například v roce 1901 byl v českých zemích přesný železniční čas synchronizovaný vůči místnímu vídeňskému času telegraficky jednou denně, a to pouze ve stanicích mezinárodních železničních tratí spojujících zemi s Rakouskem a Německem. V ostatních institucích byl přesný čas synchronizován telegraficky jednou týdně.
Francie zpočátku neuznávala greenwichský nultý poledník a zavedla si svůj jednotný čas podle místního pařížského času, který si zachovala až do roku 1911.
Myšlenka na zavádění letního času se objevila v Anglii kolem roku 1910, realizována byla v Rakousku-Uhersku dočasně roku 1916.

## Úředně stanovený čas
Existuje 22 států, v nichž současně platí více úředních časů; jsou to Austrálie, Brazílie, Dánsko, Ekvádor, Federativní státy Mikronésie, Francie, Chile, Indonésie, Jihoafrická republika, Kanada, Kiribati, Kongo, Mexiko, Mongolsko, Nizozemsko, Nový Zéland, Papua Nová Guinea, Portugalsko, Rusko, Spojené království, Spojené státy americké a Španělsko. Kromě států se různé časové regulace uplatňují také na Antarktidě.
| Posun  | Celoročně platný čas | Sezónně platný čas |
| +14:00 | Kiribati (část) | |
| +13:45 | | Nový Zéland (část)(L) |
| +13:00 | Kiribati (část), Samoa, Tokelau, Tonga | Antarktické základny (McMurdo a Amundsen–Scott),(L) Nový Zéland (část)(L) |
| +12:45 | | Nový Zéland (část)(S) |
| +12:00 | Fidži, Kiribati (část), Marshallovy ostrovy, Nauru, Rusko (část), Tuvalu, atol Wake, Wallis a Futuna | Antarktické základny (McMurdo a Amundsen–Scott),(S) Norfolk,(L) Nový Zéland (část)(S) |
| +11:00 | Federativní státy Mikronésie (část), Nová Kaledonie, Papua Nová Guinea (část), Rusko (část), Šalomounovy ostrovy, Vanuatu | Antarktické základny (Casey),(L) Austrálie (část),(L), Norfolk(S) |
| +10:30 | | Austrálie (část),(S)(L) |
| +10:00 | Antarktické základny (Dumont d'Urville), Austrálie (část), Federativní státy Mikronésie (část), Guam, Papua Nová Guinea (část), Rusko (část), Severní Mariany | Austrálie (část),(S) |
| +9:30  | Austrálie (část) | Austrálie (část),(S) |
| +9:00  | Indonésie (část), Japonsko, Jižní Korea, Palau, Rusko (část), Severní Korea, Východní Timor | |
| +8:00  | Austrálie (část), Brunej, Čína, Filipíny, Indonésie (část), Malajsie, Mongolsko (část), Rusko (část), Singapur, Tchaj-wan | Antarktické základny (Casey),(S) |
| +7:00  | Antarktické základny (Davis), Indonésie (část), Kambodža, Laos, Mongolsko (část), Rusko (část), Vánoční ostrov, Vietnam, Thajsko | |
| +6:30  | Kokosové ostrovy, Myanmar | |
| +6:00  | Antarktické základny (Vostok), Bangladéš, Bhútán, Britské indickooceánské území, Kyrgyzstán, Rusko (část) | |
| +5:45  | Nepál | |
| +5:30  | Indie,Srí Lanka | |
| +5:00  | Antarktické základny (Mawson), Francouzská jižní a antarktická území (část), Heardův ostrov a McDonaldovy ostrovy, Kazachstán, Maledivy, Pákistán, Rusko (část), Tádžikistán, Turkmenistán, Uzbekistán | |
| +4:30  | Afghánistán | |
| +4:00  | Arménie, Ázerbájdžán, Francouzská jižní a antarktická území (část), Gruzie, Mauritius, Omán, Réunion, Rusko (část), Seychely, Spojené arabské emiráty | |
| +3:30  | Írán | |
| +3:00  | Bahrajn, Bělorusko, Džibutsko, Eritrea, Etiopie, Francouzská jižní a antarktická území (část), Irák, Jemen, Jordánsko, Keňa, Komory, Katar, Kuvajt, Madagaskar, Mayotte, Ostrovy prince Edvarda, Rusko (část), Saúdská Arábie, Somálsko, Sýrie, Tanzanie, Turecko, Uganda | Akrotiri a Dekelia,(L) Bulharsko,(L) Estonsko,(L) Finsko,(L) Izrael,(L) Kypr,(L) Libanon,(L) Litva,(L) Lotyšsko,(L) Moldavsko,(L) Palestina,(L) Rumunsko,(L) Řecko,(L) Ukrajina(L) |
| +2:00  | Botswana, Burundi, Demokratická republika Kongo (část), Egypt, Jihoafrická republika (část), Jižní Súdán, Lesotho, Libye, Malawi, Mosambik, Namibie, Rusko (část), Rwanda, Súdán, Svazijsko, Zambie, Zimbabwe | Akrotiri a Dekelia,(S) Albánie,(L) Andorra,(L) Belgie,(L) Bosna a Hercegovina,(L) Bulharsko,(S) Černá Hora,(L) Česko,(L) Dánsko,(L) Estonsko,(S) Finsko,(S) Francie,(L) Gibraltar,(L) Chorvatsko,(L) Itálie,(L) Izrael,(S) Kypr,(S) Libanon,(S) Lichtenštejnsko,(L) Litva,(S) Lotyšsko,(S) Lucembursko,(L) Maďarsko,(L) Malta,(L) Monako,(L) Moldavsko,(S) Německo,(L) Nizozemsko,(L) Norsko,(L) Palestina,(S) Polsko,(L) Rakousko,(L) Rumunsko,(S) Řecko,(S) San Marino,(L) Severní Makedonie,(L) Slovensko,(L) Slovinsko,(L) Srbsko,(L) Španělsko (část),(L) Švédsko,(L) Švýcarsko,(L) Ukrajina,(S) Vatikán(L) |
| +1:00  | Alžírsko, Angola, Benin, Čad, Gabon, Kamerun, Konžská demokratická republika, Konžská republika, Maroko, Niger, Nigérie, Rovníková Guinea, Středoafrická republika, Tunisko | Albánie,(S) Andorra,(S) Belgie,(S) Bosna a Hercegovina,(S) Černá Hora,(S) Česko,(S) Dánsko,(S) Faerské ostrovy,(L) Francie,(S) Gibraltar,(S) Chorvatsko,(S) Irsko,(S) Itálie,(S) Kanárské ostrovy,(L) Lichtenštejnsko,(S) Lucembursko,(S) Maďarsko,(S) Malta,(S) Man,(L) Monako,(S) Německo,(S) Nizozemsko,(S) Normanské ostrovy,(L) Norsko,(S) Polsko,(S) Portugalsko (část),(L) Rakousko,(S) San Marino,(S) Severní Makedonie,(S) Slovensko],(S) Slovinsko,(S) Spojené království,(L) Srbsko,(S) Španělsko (část),(S) Švédsko,(S) Švýcarsko,(S) Vatikán(S)                                                     |
| ±0:00  | Burkina Faso, Gambie, Ghana, Grónsko (část), Guinea, Guinea-Bissau, Island, Libérie, Mali, Mauritánie, Pobřeží slonoviny, Svatá Helena, Ascension a Tristan da Cunha, Svatý Tomáš a Princův ostrov, Sierra Leone, Togo | Azory,(L) Faerské ostrovy,(S) Grónsko (část),(L) Irsko,(Z) Kanárské ostrovy,(S) Man,(S) Normanské ostrovy,(S) Portugalsko (část),(S) Spojené království(S) |

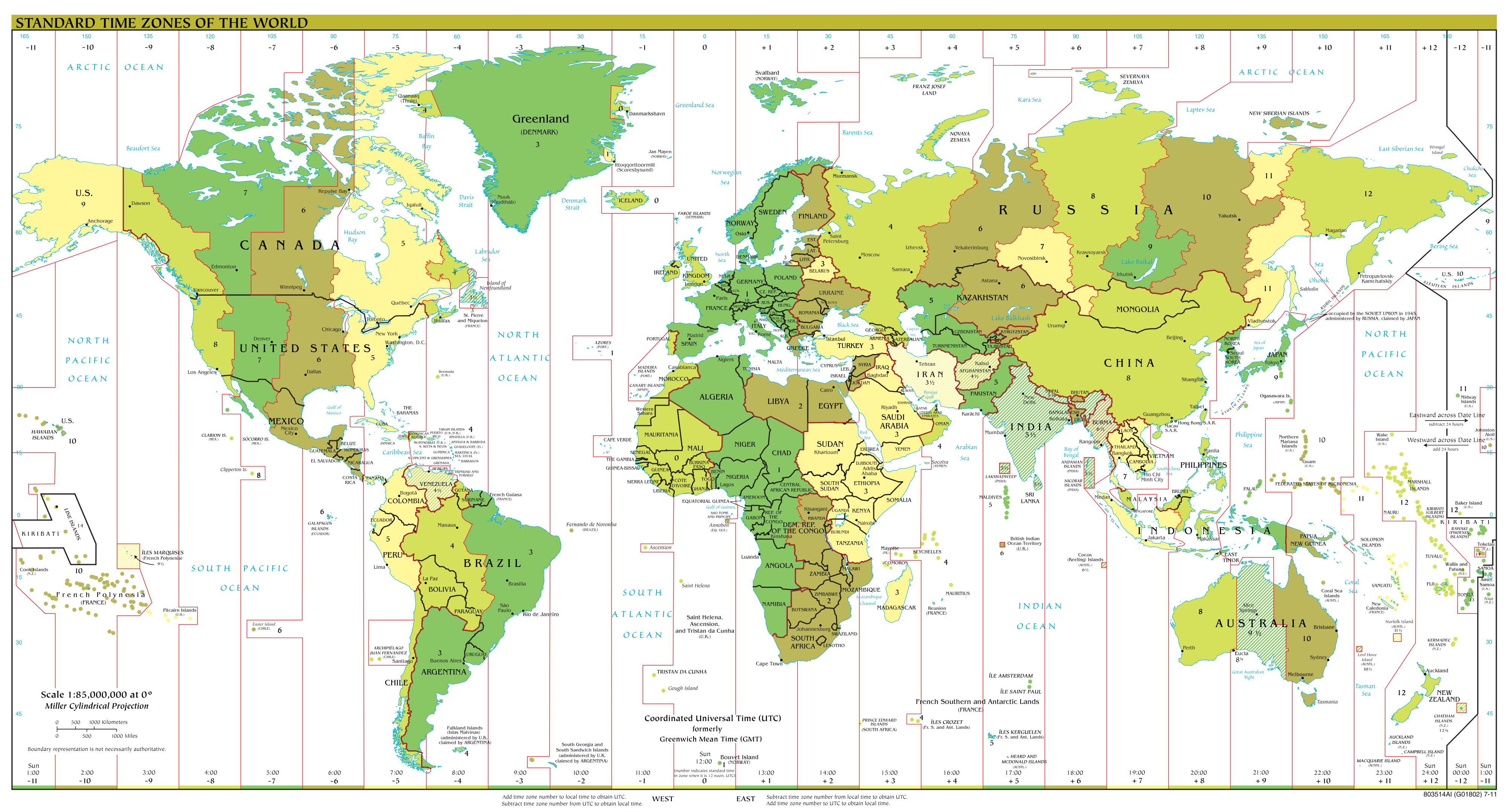
Mapa časových pásem k březnu 2011

| -1:00  | Kapverdy | Azory,(S) Grónsko (část)(S) |
| -2:00  | Brazílie (část), Jižní Georgie a Jižní Sandwichovy ostrovy | Grónsko (část)(L) Saint Pierre a Miquelon,(L) |
| -2:30  | | Kanada (část)(L) |
| -3:00  | Argentina, Brazílie (část), Falklandy, Francouzská Guyana, Chile (část), Paraguay, Surinam, Uruguay | Bermudy,(L) Grónsko (část)(S)(L) Chile (část),(S) Kanada (část),(L) Saint Pierre a Miquelon,(S) |
| -3:30  | | Kanada (část)(S) |
| -4:00  | Americké Panenské ostrovy, Anguilla, Antigua a Barbuda, Aruba, Barbados, Bolívie, Brazílie (část), Britské Panenské ostrovy , Curaçao, Dominika, Dominikánská republika, Grenada, Guadeloupe, Guyana, Kanada (část), Karibské Nizozemsko, Martinik, Montserrat, Svatá Lucie, Svatý Kryštof a Nevis, Svatý Martin (francouzská část), Svatý Martin (nizozemská část), Svatý Vincenc a Grenadiny, Trinidad a Tobago, Venezuela | Bahamy,(L) Bermudy,(S) Grónsko (část),(S) Haiti,(L) Chile (část),(Z) Kanada (část),(S)(L) Kuba,(L) Spojené státy americké (část),(L) Turks a Caicos(L) |
| -5:00  | Brazílie (část), Ekvádor (část), Jamajka, Kajmanské ostrovy, Kanada (část), Kolumbie, Mexiko (část), Navassa, Panama, Peru | Bahamy,(S) Haiti,(S) Chile (část),(S) Kanada (část),(S)(L) Kuba,(S) Mexiko (část),(L) Spojené státy americké (část),(S)(L) Turks a Caicos(S) |
| -6:00  | Belize, Galapágy, Guatemala, Honduras, Kanada (část), Kostarika, Mexiko (část), Nikaragua, Salvador | Chile (část),(Z) Kanada (část),(S)(L) Mexiko (část),(S) Spojené státy americké (část),(S)(L) |
| -7:00  | Kanada (část), Mexiko (část), Spojené státy americké (část) | Kanada (část),(S)(L) Mexiko (část),(L) Spojené státy americké (část),(S)(L) |
| -8:00  | Clippertonův ostrov, Mexiko (část), Pitcairnovy ostrovy | Kanada (část),(S) Mexiko (část),(S) Spojené státy americké (část),(S)(L) |
| -9:00  | Francouzská Polynésie (část) | Spojené státy americké (část),(S)(L) |
| -9:30  | Francouzská Polynésie (část) | |
| -10:00 | Cookovy ostrovy, Francouzská Polynésie (část), Johnstonův atol, Spojené státy americké (část) | Spojené státy americké (část)(S) |
| -11:00 | Americká Samoa, Jarvisův ostrov, Kingmanův útes, Midway, Niue, Palmyra | |
| -12:00 | Bakerův ostrov, Howlandův ostrov | |

## Nestandardní a historické časy

### UTC+8:30 ‡ PYT (Pyongyang Time)
Tento čas platil v Severní Koreji v letech 2015 až 2018.

### UTC+8:45 H‡
Tento čas se používá na pomezí mezi Západní a Jižní Austrálií v několika obcích podél silnice A1 (Eyre Highway). Žije zde zhruba 200 obyvatel a od západu na východ to jsou: Caiguna, Madura, Mundrabilla, Eucla a Border Village, přičemž posledně jmenovaná obec je jediná patřící do Jižní Austrálie. Přestože tento čas není oficiální, nazývá se Středozápadní standardní čas (Central Western Standard Time — CWST). Jedná se o kompromis mezi západním a centrálním časem a hranice tohoto pásma jsou jasně označeny.